# Alfred Siepmann
Alfred Hugo Heinrich Siepmann (* 27. Juni 1899 in Warstein; † 6. Februar 1974 ebenda) war ein deutscher Diplom-Kaufmann, Industrieller und Politiker (CDU). Während des Zweiten Weltkriegs diente er als SS-Obersturmführer (SS-Nummer 26.655) und Kreisamtsleiter in Warstein. Er wurde danach verurteilt und im Internierungslager Staumühle interniert. Später war er mehrere Jahrzehnte Mitglied des Kreistags von Arnsberg. Siepmann war u. a. auch Aufsichtsrat des Gerling-Konzerns und der Dresdner Bank. Er war der älteste Sohn von Hugo Siepmann und bis 1974 Gesellschafter der Siepmann-Werke.

## Biografie
Siepmann wurde am 27. Juni 1899 in Warstein, als zweites von drei Kindern, des Fabrikbesitzers Hugo Siepmann und Luise (geb. Lämmerhirt) geboren. Sein Vater war seit 1892 in der Geschäftsleitung von Peters & Co, eine größere Gesenkschmiede, aus welchen die Siepmann-Werke hervorgingen tätig. Seit 1911 war er zusammen mit seinem Bruder Emil Siepmann Teilhaber des Unternehmens. Er wurde nach seinem Großvater mütterlicherseits, Alfred Lämmerhirt, getauft. S. besuchte die evangelischen Schulen in Warstein sowie das Reformrealgymnasium Lippstadt. Während des Ersten Weltkriegs wurde S. ins Heer einberufen und stieg zum Fahnenjunker-Unteroffizier auf.
Im Frühjahr 1919 begann er an der Handelshochschule Berlin Wirtschaft zu studieren und schloss das Studium als Diplom-Kaufmann 1921 ab. Seine Abschlussarbeit trug den Titel „Die Gewinnbeteiligung der Arbeiter“. Zur selben Zeit wurde er militärisch zum Leutnant befördert. Nach kurzer Tätigkeit im Familienunternehmen trat S. in die kaufmännische Revisionsabteilung der Maschinenfabrik Humboldt in Köln-Kalk ein. Am 15. Juli 1922 wurde S. schließlich alleiniger Prokurist bei Peters & Co (spätere Siepmann-Werke), welche damals 300 Mitarbeitende beschäftigte. Seit 1928 war S. mit Jenny Wilkesmann (1906–1959), deren Mutter aus der Familie des Rautenbach-Konzerns stammte, verheiratet und hatte drei Kinder; Helga (1929–2007), Heidi (1934–1969) und Alfred Jr. (1937–2014). 1938 heiratete er Annaliese Bobring, mit welcher er zwei weitere Kinder hatte.

### Politik
1933 wurde Siepmann in den Kreistag von Arnsberg gewählt.